# 加東市地域交流センター
加東市地域交流センター（かとうし ちいきこうりゅうセンター）は、兵庫県加東市にある公共施設。

## 概要
1983年（昭和58年）に滝野文化会館として開館。その後、2021年（令和3年）4月1日から、加東市地域交流センターに名称変更した。
地域コミュニティの活性化や文化活動、学習の推進を目的としたサークルや団体活動など生涯学習施設として利用されている。また、404席の大ホールがあり、コンサート、映画上映、演劇、人形劇、落語独演会なども催されている。

### 利用時間
- 開館時間： 9時から22時
- 休館日：月曜日・祝日の翌日・毎年12月28日から翌年の1月3日まで

### 施設
（出典｝
- 大ホール
  - 1階（256席）
  - 2階（148席）
- 研修室
- 和室
- ロビー
- 楽屋
- 事務室
- トイレ
- エレベーター

## アクセス
- 所在地：加東市下滝野1369番地1
  - 電車：JR西日本加古川線滝野駅から南西に徒歩約15分
  - 自動車：中国自動車道滝野社ICから北西に約2キロメートル

## 周辺情報
- 加東市滝野図書館
- 加東アート館
- 加古川流域滝野歴史民俗資料館
- 滝野公民館
- 滝野児童館 きらら
- 兵庫県立播磨中央公園
- 加東市滝野交流保養館
- 闘竜灘